# Mangochi
Mangochi est une ville du Malawi située dans la région Sud. Elle était auparavant appelée Fort Johnston d'après son fondateur Sir Harry Johnston.

## Histoire
Mangochi est fondée par l'administrateur colonial Sir Harry Johnston dans les années 1890 en tant que poste de défense du protectorat britannique d'Afrique centrale, sur la plaine littorale de la rive occidentale de la Shire. Par la suite, Fort Johnston – comme la ville s'appelle alors – est un important marché aux esclaves et un centre administratif.
La canonnière britannique Gwendolen, nommée d'après Lady Gwendolen Gascoyne-Cecil, fille du 3e Marquis de Salisbury, est construite à Mangochi en 1897,. Avec 340 tonnes, il était le plus grand navire à naviguer sur le lac Malawi jusqu'à ce qu'il soit démantelé peu après la Seconde Guerre mondiale. La canonnière, exploitée par le protectorat du Nyassaland, aurait livré la première bataille navale de la Première Guerre mondiale en battant le navire allemand Hermann von Wissmann en août 1914.
Les émeutes de juin 2003 font trois blessés. De mars à novembre 2007, environ 480 enfants, exploités dans les exploitations de tabac à Mangochi, sont sauvés. En juillet 2008, des éléphants sèment la terreur dans les environs de Maldeco Fisheries à Mangochi, causant la mort de plusieurs personnes et des dégâts matériels, principalement des récoltes. Le Ministère du Tourisme, de la Faune et de la Culture a proposé de déplacer les éléphants dans plusieurs réserves, mais la proposition a été bloquée lorsque certains habitants ont déclaré qu'ils voulaient que les éléphants restent.

## Géographie

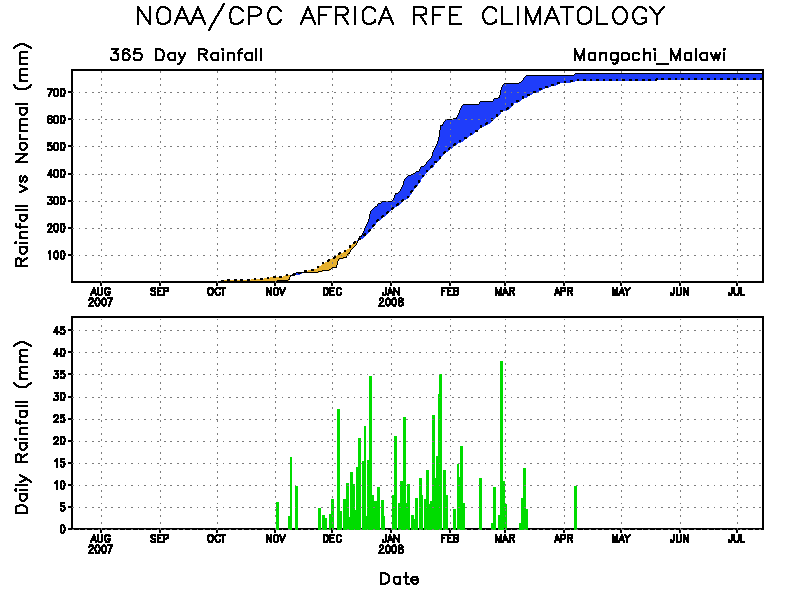
Diagramme illustrant les précipitations à Mangochi d'août 2007 à juillet 2008

Mangochi se trouve à une altitude de 470 m, bâtie à l'extrémité sud du Lac Malawi, sur la rivière Shire, un affluent du Zambèze, entre sa sortie du lac Malawi au nord et son embouchure dans le lac Malombe au sud. La ville se trouve à peu près à 195 km de Blantyre, la plus grande ville du pays. Mangochi se trouve à 1,6 km de Mponda, 2,4 km de Chipalamawamba, 3 km de Mbaluku Laini et 1,6 km de Yangala. Sa population est estimée en 2018 à 53 498 habitants. Ce sont en majorité des Yao, avec une minorité swahilie.

## Climat
Elle jouit d'un climat tropical de savane (Aw dans la classification de Köppen) : les températures moyennes journalières sont comprises entre 20 °C et 28 °C toute l'année, et les mois les plus pluvieux sont janvier et février.
| Mois                                | jan.  | fév.  | mars  | avril | mai  | juin | jui.  | août | sep. | oct.  | nov. | déc.  | année   |
| ----------------------------------- | ----- | ----- | ----- | ----- | ---- | ---- | ----- | ---- | ---- | ----- | ---- | ----- | ------- |
| Température minimale moyenne (°C)   | 21,6  | 21,5  | 21,1  | 19,8  | 16,7 | 14,2 | 14,3  | 15,4 | 17,8 | 20,8  | 22   | 22    | 18,9    |
| Température moyenne (°C)            | 25,5  | 25,4  | 25,3  | 24,3  | 22,1 | 20,3 | 20,1  | 21,8 | 24,5 | 26,9  | 27,3 | 26,1  | 24,1    |
| Température maximale moyenne (°C)   | 30,1  | 30    | 30,2  | 29,5  | 28,1 | 26,5 | 26,3  | 28,3 | 31,4 | 33,6  | 33,2 | 31    | 29,9    |
| Ensoleillement (h)                  | 204,6 | 187,6 | 238,7 | 252   | 279  | 255  | 257,3 | 279  | 288  | 300,7 | 258  | 207,7 | 3 007,6 |
| Ensoleillement le plus bas (h)      | 6,6   | 6,7   | 7,7   | 8,4   | 9    | 8,5  | 8,3   | 9    | 9,6  | 9,7   | 8,6  | 6,7   |         |
| Précipitations (mm)                 | 194,2 | 200,8 | 144   | 36,6  | 5,7  | 4,4  | 3,9   | 1,5  | 3    | 15,9  | 64,2 | 172   | 846,2   |
| Nombre de jours avec précipitations | 16    | 14    | 13    | 6     | 2    | 2    | 2     | 2    | 1    | 2     | 7    | 14    | 81      |
| Humidité relative (%)               | 78    | 78    | 76    | 73    | 60   | 66   | 62    | 57   | 50   | 50    | 59   | 72    | 65      |

## Démographie

### Développement de la population
| Année | Population, |
| ----- | ----------- |
| 1977  | 3 341       |
| 1987  | 14 758      |
| 1998  | 26 570      |
| 2008  | 39 575      |
| 2018  | 53 498      |

### Langues et ethnies
Le chiyao, plus précisément le dialecte mangochi, est la principale langue parlée dans cette ville. Une minorité swahilie est également établie à Mangochi. Mangochi est principalement peuplée de Yao.

## Économie
Mangochi s'est développé en tant que centre agricole et possède des ateliers d'ingénierie marine. Les cultures commerciales de la région comprennent le tabac, le coton et les arachides. Le riz et le maïs sont cultivés de manière intensive le long des rives du lac, et la pêche commerciale est également importante.

## Infrastructures

### Aménités
Les aménités comprennent plusieurs magasins, des supermarchés, un bureau de poste et des banques.

### Ponts

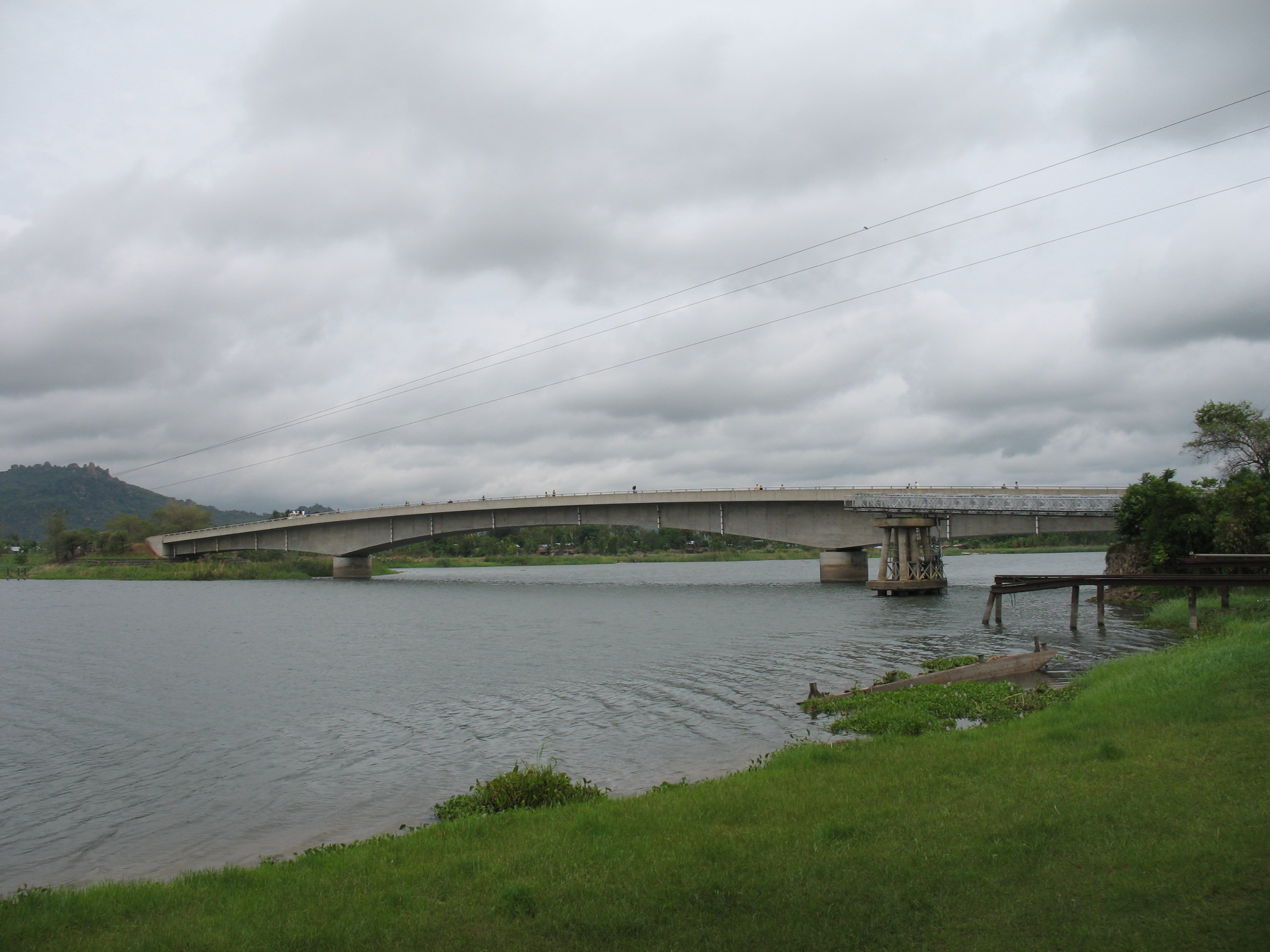
Le pont Bakili Muluzi à Mangochi traverse la Shire.

À Mangochi, le pont Bakili Muluzi traversant la Shire est décrit par Lonely Planet comme « pittoresque ».

### Musées
Le musée du Lac Malawi (en) présente des expositions ethniques, environnementales et historiques. Il expose notamment le canon Hotchkiss (en) avec lequel la canonnière Gwendolen a battu la canonnière allemande Hermann von Wissmann d'un seul coup lors de leur bref engagement naval en août 1914. Le musée possède également une maquette de la Gwendolen. Une exposition encore plus ancienne montre une machine à vapeur marine (en) construite en 1898 et qui a propulsé le MV Chauncy Maples de l'Universities' Mission to Central Africa jusqu'en 1953.

### Religion
Mangochi est le siège d'un évêché catholique (en) créé le 17 septembre 1973 et héberge une cathédrale. Une grande mosquée y est également présente.

### Horloge
Mangochi abrite une tour d'horloge érigée en l'honneur de la reine Victoria, datant du début du XXe siècle.

## Transport

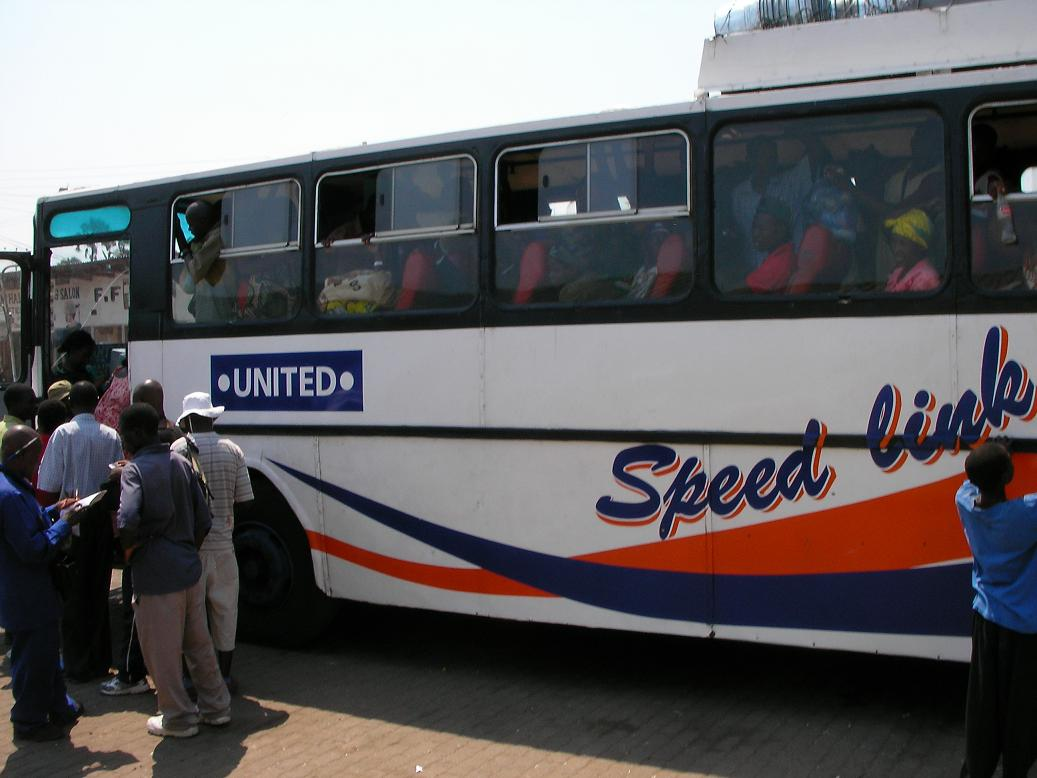
Embarquement de passagers à la gare routière

Mangochi est situé à proximité de la route M3. Les bus allant de Monkey Bay à Blantyre s'arrêtent à Mangochi. Des minibus se rendent à Liwonde, Zomba et Blantyre. La compagnie Matola permet de se rendre au parc national de Liwonde et dans la ville frontalière de Chiponde.

## Tourisme
Mangochi est décrite par Lonely Planet comme ayant un « air vaguement swahili », avec « des palmiers, des gens à l'allure arabe et des noix de coco à vendre la rue ». Il y a plusieurs maisons d'hôtes et lodges pour touristes à Mangochi.